# Allison Harvard
Allison Elizabeth Harvard (nascida em 8 de janeiro de 1988) é uma modelo, atriz e artista plástica americana, famosa por suas duas aparições no reality show competitivo America's Next Top Model. Apesar de não ter ganhado em nenhuma das vezes, Allison continua sua carreira como modelo independente.
Allison nasceu em Houston, Texas, mas cresceu em Nova Orleans, Louisiana. Estudou arte e já participou de algumas produções cinematográficas independentes.
Em 2009 ela participou do ciclo 12 do reality show America's Next Top Model, ficando em 2° lugar. Mais tarde ela também apareceu no America's Next Top Model: All Stars. Antes de sua participação no reality, Allison Harvard era conhecida na internet como ”Creepy Chan” Por causa de seu estilo diferente e visionário, as fotos que ela mesma produz e posta em seu site, contém fundos perturbadores de filmes de terror, vestidos fofos, e sangue falso, Alisson já assumiu ter uma facinação por sangue, para ela é arte e é bonito, Assim conquistando adimiração de muitos, com seus olhos grandes, pele pálida, e lábios carnudos, sendo comparada com a personagem “Emily” de Tim Burton do filme “A Noiva Cadáver”. com sua arte estranha mais adorável, amarga e doce, terror e fantasia, a garota ganhou a atenção de muitos.
Aos 11 anos, ela começou a experimentar dietas e privação de sono, manipulando seu corpo e peso, Depois disso, ela foi internada no Texas Childrens Hospital antes de ser enviada para o Remuda Ranch, uma instalação do Arizona para recuperação de distúrbios alimentares. Ela começou a pintar aos 14 anos e atualmente vende impressões de seu trabalho on-line.